# Жуков, Станислав Иванович
Станислав Иванович Жуков (род. 22 июня 1968) — российский дзюдоист, призёр чемпионатов России и СНГ по дзюдо, мастер спорта России международного класса. Старший тренер СДЮСШОР «Комета» (Рязань).

## Спортивные результаты
- Чемпионат СНГ по дзюдо — ;
- Чемпионат России по дзюдо 1993 года — ;
- Чемпионат России по дзюдо 1994 года — ;
- Чемпионат России по дзюдо 1995 года — ;

### Международные турниры
- Международный турнир 1990 года, Пермь — ;
- Открытый Кубок Германии 1992 года, Рюссельсхайм — ;
- Московский международный турнир 1995 года — ;
- Открытый Кубок Дании 1996 года — ;